# Jefferson Valley-Yorktown
Jefferson Valley-Yorktown és una concentració de població designada pel cens dels Estats Units a l'estat de Nova York. Segons el cens del 2000 tenia 14.891 habitants.

## Demografia
Segons el cens del 2000, Jefferson Valley-Yorktown tenia 14.891 habitants, 5.420 habitatges, i 4.151 famílies. La densitat de població era de 832 habitants per km².
Dels 5.420 habitatges en un 38% hi vivien nens de menys de 18 anys, en un 68,8% hi vivien parelles casades, en un 6,3% dones solteres, i en un 23,4% no eren unitats familiars. En el 21,4% dels habitatges hi vivien persones soles el 14,7% de les quals corresponia a persones de 65 anys o més que vivien soles. El nombre mitjà de persones vivint en cada habitatge era de 2,74 i el nombre mitjà de persones que vivien en cada família era de 3,22.
Per edats la població es repartia de la següent manera: un 26,6% tenia menys de 18 anys, un 4,8% entre 18 i 24, un 26,7% entre 25 i 44, un 25,1% de 45 a 60 i un 16,7% 65 anys o més.
L'edat mediana era de 41 anys. Per cada 100 dones de 18 o més anys hi havia 85,1 homes.
La renda mediana per habitatge era de 82.379 $ i la renda mediana per família de 96.089 $. Els homes tenien una renda mediana de 65.585 $ mentre que les dones 46.373 $. La renda per capita de la població era de 34.347 $. Entorn de l'1,4% de les famílies i el 2,5% de la població estaven per davall del llindar de pobresa.